# フェラ・リシュカ
フェラ・リシュカ（Vera Lischka、1977年5月1日 - ）は、リンツ生まれのオーストリアの女子水泳選手。

## 経歴
現役の水泳選手だったころのフェラ・リシュカは、ASVリンツに所属し、ロルフ・グレーザー (Rolf Gläser) の指導を受けていた。
1992年、15歳だったリシュカは、100mと200mの平泳ぎで、初めてオーストリア選手権に優勝した。続いて1994年には、100m平泳ぎ、400m (4x100m) 個人メドレー、4x100mフリーリレーで優勝した。1995年にも、100m平泳ぎ、4x100mフリーリレーで優勝した。
1996年は彼女にとっての全盛期となり、アトランタで開催された第26回夏季オリンピックでは100m平泳ぎで5位に入ったものの、わずか100分の6秒差で銅メダルには届かなかったが、ロストックで開催されたヨーロッパ短水路選手権では、50m平泳ぎで優勝し、100m平泳ぎでも2位となった。こうした活躍によって、彼女は「（オーストリア）第二共和国最高のヨーロッパ選手権者 (1. Schwimmeuropameisterin der Zweiten Republik)」と称された。
1998年には、シェフィールドで開催されたヨーロッパ短水路選手権の50m平泳ぎで銀メダルを獲得した。
1990年代後半の活躍は、2001年まで続き、アントウェルペンで開催されたこの年のヨーロッパ短水路選手権の50m平泳ぎでは、銅メダルを獲得した。この優勝の後、彼女は左肩側の背中にあった化膿性の滑液包炎を除去した。
2002年末には、ヴァーレンドルフで開催されたワールド・ミリタリー・チャンピオンシップの50m平泳ぎに出場して4位となったが、リーザで開催されたヨーロッパ短水路選手権の同種目では11位に終わり、2003年に現役を引退した。

### おもな実績
- オーストリアの国内大会における優勝30回
- オーストリア記録（現在は破られている）：100m平泳ぎ 1分08秒18（1996年）、50m平泳ぎ 31秒16（2001年）[4]
- 2000年、ザグレブで開催されたライフセービング協議会で世界新記録

## その他
リシュカは、1996年にリンツのホナウアーシュトラッセ高校 (Oberstufenrealgymnasium Honauerstraße in Linz) を卒業し、クレムス継続教育大学でテレビ・ジャーナリズムを学んで2003年に卒業し、コミュニケーション学の学士号を得た。彼女は『SPO(r)tlight』という番組で、スポーツ界のスターたちと共演した。また、生年スポーツの振興にも関わった。2009年、彼女はオーストリア社会民主党から出馬し、オーバーエスターライヒ州議会第二院（上院）議員となった.。